# Марія Антонія Австрійська
Марі́я Анто́нія Австрі́йська (нім. Maria Anna von Österreich), повне ім'я Марія Антонія Йозефа Бенедикта Розалія Петронелла Австрійська (нім. Maria Antonia Josepha Benedicta Rosalia Petronella von Österreich), (нар. 16 січня 1669 — пом. 24 грудня 1692) — австрійська ерцгерцогиня з династії Габсбургів, донька імператора Священної Римської імперії Леопольда I та іспанської інфанти Маргарити Терези, дружина курфюрста Баварії Максиміліана II.

## Біографія

### Ранні роки
Марія Антонія народилась 16 січня 1669 року у Відні. Вона була другою дитиною та старшою донькою в родині імператора Священної Римської імперії Леопольда I та його першої дружини Маргарити Терези Іспанської. Її старший брат Фердинанд Венцель пішов з життя немовлям до її народження. Двоє молодших дітей прожили менше місяця.

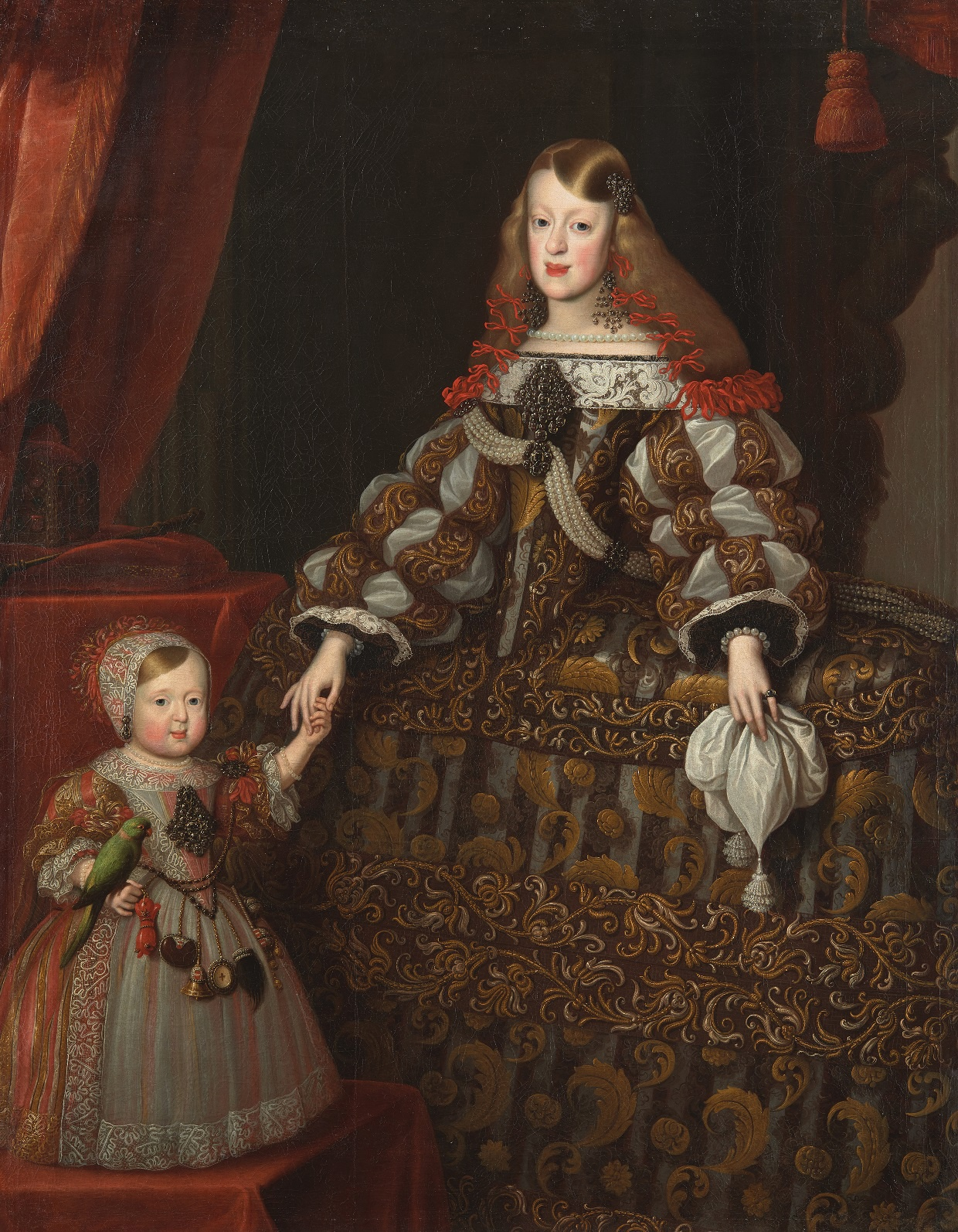
Портрет Марії Антонії з матір'ю пензля Б. фон Блока, близько 1670 року

Батьки доводилися одне одному близькими родичами з обох ліній. Їхній шлюб був щасливим, вони мали багато спільних інтересів, особливо у музиці та мистецтві. Втім, при дворі Маріанну Терезу не любили та відкрито виражали надію, що вона скоро вмре. Жінка так і залишилася іспанкою, погано розмовляла німецькою та була дуже релігійною. Леопольда змальовували скромною та набожною людиною. Під тиском дружини він вигнав євреїв з Відня та зруйнував у 1670 році місцеву синагогу, збудувавши на тому місці згодом церкву. Маріанна Тереза пішла з життя зовсім молодою, коли доньці було 4 роки.
Батько за півроку узяв другий шлюб із троюрідною сестрою Клавдією Феліцитою Австрійською. Їхній шлюб також виявився щасливим, дружина народила двох доньок, які прожили лише кілька місяців. У квітні 1676 року її не стало. Батько, потребуючи спадкоємця, наприкінці того ж року узяв третій шлюб із принцесою Елеонорою Магдаленою Нойбурзькою. Та народила йому десятьох дітей, з яких семеро вижили. Обидві мачухи Марії Антонії мали вплив на політику та державні справи. Елеонора Магдалена також багато займалася благодійністю, виявляючи величезну щедрість.
Зиму сімейство проводило у Гофбургу, весну — у замку Лаксенбурга, літо — в палаці Фаворіта, осінь — у замку Кайзереберсдорф. Двір в той час складався із 1966 осіб.
У 1679 році у Відні вибухнула епідемія чуми, й імператорська сім'я втекла до Маріацеллю, а звідти — до Праги. Втім, чума дісталася і тих місць. До того ж почалося повстання селян, і з чеського королівства імператриця з дітьми переїхали до замку в Лінці.
Марію Антонію змальовували розумною та культурною дівчинкою, яка поділяла любов батьків до музики. Відмічали, що вона не була красунею, але мала самобутню зовнішність, а також відзначалася спокійністю та замкненістю.
Претендентами на її руку були король Іспанії Карл II Зачарований та герцог Савої Віктор Амадей. У 1676 році вона була нетривалий час заручена з Карлом. Втім, з політичних причин шлюб не відбувся. Наприкінці 1679 року колишній наречений оженився з французькою принцесою.

### Шлюбне життя

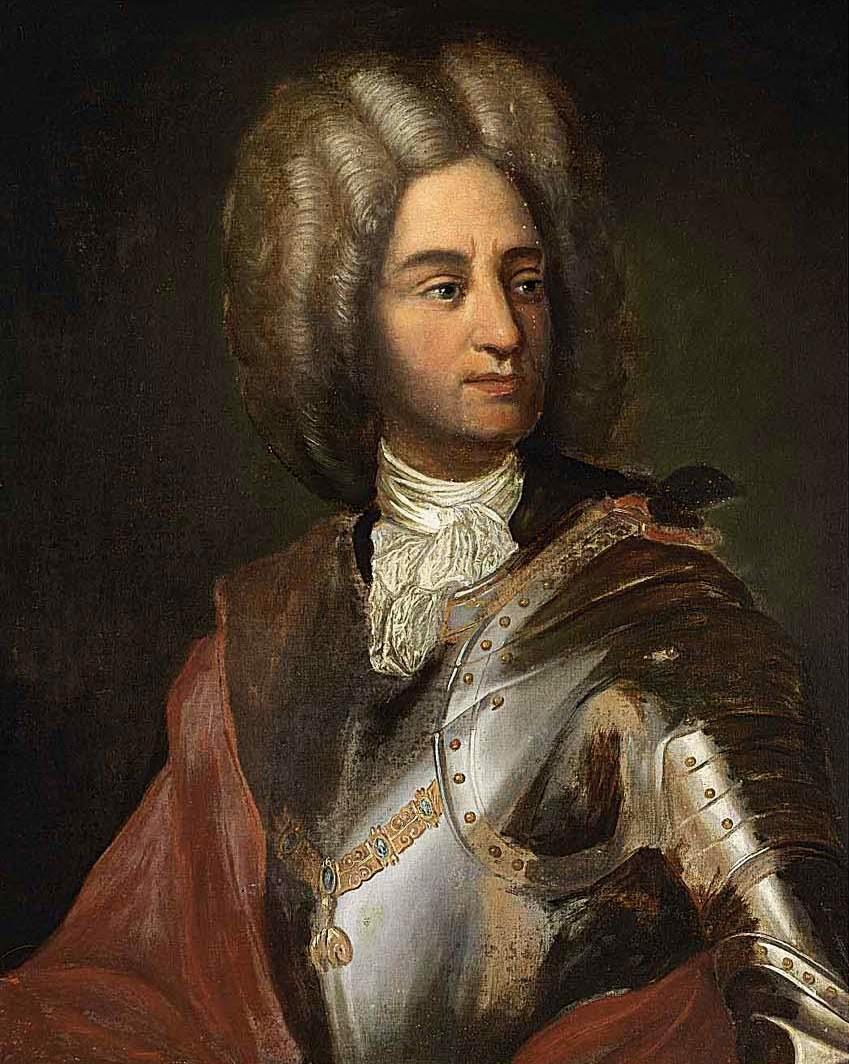
Портрет Максиміліана II роботи невідомого майстра

Марія Антонія у віці 16 років була видана заміж за 23-річного курфюрста Баварії Максиміліана II, який мав репутацію видатного полководця. Заручини відбулися у 1684 році. Причини союзу були виключно політичними. Ерцгерцогиня після смерті іспанського короля Карла II була можливою спадкоємицею іспанського престолу, який міг передаватися по жіночій лінії. Це робило її надзвичайно вигідною нареченою. Навесні 1685 року був підписаний шлюбний контракт, який визначав посаг Марії Анни у розмірі 100 000 флоринів та коштовностей на 200 000 флоринів. Пара мала відмовитися від прав на іспанську спадщини, за винятком Нідерландів, які пообіцяли курфюрсту. Максиміліан погодився на такі умови, розуміючи, що контракт завжди може бути оскаржений внаслідок процедурних недоліків. Курфюрст планував зрештою отримати невдовзі іспанську, а згодом, можливо, й австрійську спадщини.
Вінчання пройшло 15 липня 1685 у Відні. До Мюнхену пара прибула 9 жовтня і була зустрінута з відповідним блиском. Окрім іншого, була виконана опера «Сервій Туллій» італійця Агостіно Стеффані. Резиденцією пари став Мюнхенський замок. Літо проводили у палаці Німфенбург, де тривало будівництво, а також у палаці Шляйсгайм. На території останнього у 1684–1688 роках для Максиміліана Емануеля та Марії Антонії був зведений палац Люстгайм за проектом Енріко Дзуккаллі — вілла з садом в італійському стилі.
Шлюб не був щасливим. Чоловік, екстраверт за натурою, мав мало спільного з серйозною інтровертованою дружиною і майже не приділяв їй уваги. Марія Антонія також страждала від нагляду та підслуховування з боку старшої придворної дами і була ображена невірністю Максиміліана. Лише на четвертий рік шлюбу у подружжя з'явився первісток. Всього у пари було троє синів, жоден з яких не дожив до дорослого.

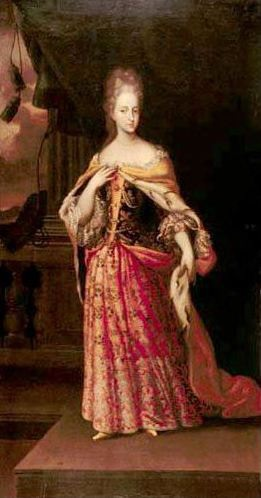
Портрет Марії Антонії роботи невідомого майстра

Курфюрст займався переважно військовою справою, брав участь у війні Аугсбурзької ліги та Великій турецькій війні, очолював облогу Белграда у 1688 році та був учасником битви про Могачі.
У грудні 1691 року Максиміліан був призначений штатгальтером Іспанських Нідерландів і навесні 1692 року відбув до Брюсселя у супроводі коханки. Марія Антонія, яка чекала на дитину, приїхала до Відня народжувати. Існує версія, згідно якої, повертатися до чоловіка вона не збиралася.
Видужавши після пологів, ерцгерцогиня почувала себе дуже виснаженою і впала в тугу та депресію. Вона пішла з життя в канун Різдва 1692 року. Свого чоловіка перед смертю не пробачила, позбавивши його спадку. У своєму заповіті відмовилася від прав на іспанський престол і заповіла все майно синові. У разі його ранньої смерті заповіла все батьку, імператору Леопольду. Мала «окремий похорон»: її тіло було поховане у Леопольдовій крипті в Імператорському склепі Капуцинеркірхе у Відні, в той час як серце поміщене в урну № 8 у верхньому ряді крипти сердець Аугустинеркірхе, а кишечник — в урну № 18 у Герцогській крипті Собору Святого Стефана.
Йозеф Фердинанд навесні 1693 року був доставлений до баварського двору і виховувався в Мюнхені.
Максиміліан Баварський у березні 1693 року заручився із Леопольдіною Елеонорою Нойбурзькою, однак за три тижні та померла. Його новою дружиною стала у січні 1695 року польська королівна Тереза Кунегунда Собеська.
Карл II і кортеси не погодилися з відмовою Марії Антонії від спадщини. Іспанський монарх, важко захворівши, призначив у своєму заповіді від 1698 року спадкоємцем саме Йозефа Фердинанда. Франція, Голландія та Велика Британія у жовтні 1698 року уклали Гаазький договір, згідно якого визнавали це рішення. Втім, за кілька місяців хлопчик раптово помер. Причина його смерті не з'ясована до сих пір. Сучасники підозрювали, що малюка отруїли.
Через відсутність однозначного спадкоємця у 1701 році почалася війна за іспанську спадщину.

## Родина
Чоловік — Максиміліан II, курфюрст Баварії
Діти:
- Леопольд Фердинанд (22 березня—25 травня 1689) — прожив 2 місяці;
- Антон (нар. та пом. 28 листопада 1690) — прожив кілька годин;
- Йозеф Фердинанд (1692—1699) — спадкоємець баварського та іспанського престолів, прожив 6 років.

## Нагороди
- Орден Зіркового хреста (Священна Римська імперія).